# Adair County, Oklahoma
Adair County är ett administrativt område i delstaten Oklahoma, USA, med 22 683 invånare. Den administrativa huvudorten (county seat) är Stilwell. 

## Geografi
Enligt United States Census Bureau har countyt en total area på 1 494 km². 1 490 km² av den arean är land och 4 km² är vatten. 

### Angränsande countyn
- Delaware County - nord
- Benton County, Arkansas - nordost
- Washington County, Arkansas - öst
- Crawford County, Arkansas - sydost

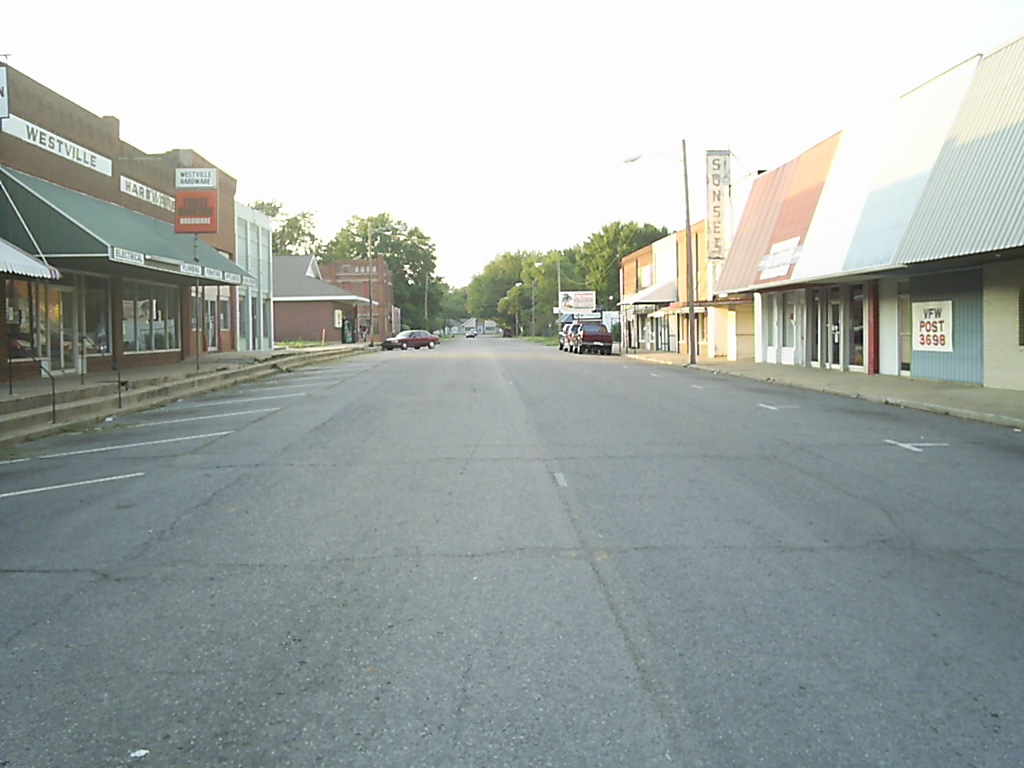
Westville, Adair County, Oklahoma

- Sequoyah County - syd
- Cherokee County - väst